# Studenckie Koło Przewodników Beskidzkich w Łodzi
Studenckie Koło Przewodników Beskidzkich w Łodzi skupia ludzi zainteresowanych polskimi Beskidami. Zajmuje się organizacją rajdów, stacjonarnych i wędrownych obozów wakacyjnych. Prowadzi szkolenia dla przewodników i kursy techniczne (np. rakietowy). Opiekuje się dwiema bazami namiotowymi.
W roku 2024 SKPB Łódź liczyło 170 przewodników.

## Historia
W 1980 roku grupa studentów związanych z Oddziałem Akademickim PTTK w Łodzi rozpoczęła kurs przewodników beskidzkich (kierownikiem kursu był Przemysław Jędraski – przodownik TG PTTK 4595; zapisało się 56 osób ze środowiska turystycznego) i w 1981 powołała Akademicki Klub Turystyczny (6 czerwca 1981), który miał zrzeszać przewodników i przodowników PTTK górskich. Jesienią 1981 AKT zorganizował I Rajd Beskidzki (150 osób). W tym samym roku trzej pierwsi członkowie AKT (Grzegorz Bińczyk, Leszek Skalski, Jerzy Świerczyński) zdali egzamin do SKPB Warszawa i uzyskali uprawnienia Studenckiego Przewodnika Beskidzkiego.
W roku 1982 członkowie AKT opracowali i wydali materiały szkoleniowe dla przewodników „Beskid” oraz „Indeks Zabytków Beskidów Środkowych” (autorami byli Edward Jachowicz, Przemysław Jędraski, Jerzy Świerczyński). Ponadto zorganizowano I Górski Rajd Chemika, pierwszy Rajd Wiosenny oraz drugi Rajd Beskidzki, ruszyły też latem obozy wędrowne dla studentów, tzw. „Beskidzka Włóczęga”, a także Studencka Baza Namiotowa na Chyszówkach w Beskidzie Wyspowym. Rozpoczął się również kolejny kurs przewodnicki (pierwszy organizowany całkowicie własnymi siłami).
Na przełomie 1982 i 1983 roku przed Komisją Przewodnicką w Nowym Sączu ośmiu przewodników studenckich z Łodzi (Urszula Krajewska, Edward Jachowicz, Przemysław Jędraski, Zbigniew Kroczewski, Andrzej Mleczek, Zenon Michalczuk, Leszek Skalski i Jerzy Świerczyński) uzyskało uprawnienia państwowe Przewodnika Beskidzkiego III klasy. Dzięki temu wiosną 1983 roku możliwe było przekształcenie Akademickiego Klubu Turystycznego w Studenckie Koło Przewodników Beskidzkich. Pierwszym prezesem pozostał Jerzy Świerczyński.
W roku 1983 oprócz tradycyjnych już obozów i rajdów, SKPB Łódź prowadziło po raz pierwszy bazę w Jaworkach nad Wąwozem Homole.
W roku 1984 SKPB liczyło dziewiętnastu przewodników.
W następnych latach członkowie Koła organizowali rajdy, obozy, kursy przewodnickie. Prócz tego tworzyli jeszcze zespół Wibram i zdobywali nagrody na festiwalach piosenki YAPA. Zaczęła działać następna baza namiotowa – tym razem w Beskidzie Sądeckim w Złockiem koło Muszyny.
W roku 1991 na Jasieniu odbyło się X-lecie Koła. Wówczas SKPB liczyło już 59 przewodników.
W łódzkim studenckim radiu „Żak” we współpracy z SKPB nadawana jest cotygodniowa audycja turystyczna.

## Blacha
Przewodnicy należący do SKPB Łódź po przejściu kursu przewodnickiego i zdaniu egzaminów otrzymują „blachę przewodnicką”. Blacha jest trójkątną, numerowaną odznaką z napisem „Studenckie Koło Przewodników Beskidzkich” i rysunkiem dziewięćsiła bezłodygowego w kształcie mającym przypominać graniówkę Gorców.

## Rajdy
Studenckie Koło Przewodników Beskidzkich w Łodzi prowadzi regularne coroczne rajdy i obozy w górach. Rajdy są prowadzone na terenie Beskidów. W zasadzie odbywają się na terenie Polski, ale zdarzają się trasy po południowej stronie granicy.
- rajd beskidzki (jesienny)
- rajd mikołajkowy
- rajd primaaprilisowy
- rajd wiosenny

## Bazy namiotowe
SKPB Łódź prowadzi w okresie wakacyjnym dwie bazy namiotowe:
- Baza namiotowa Muszyna-Złockie
- Baza namiotowa pod Wysoką